# Vidly (sedlo)

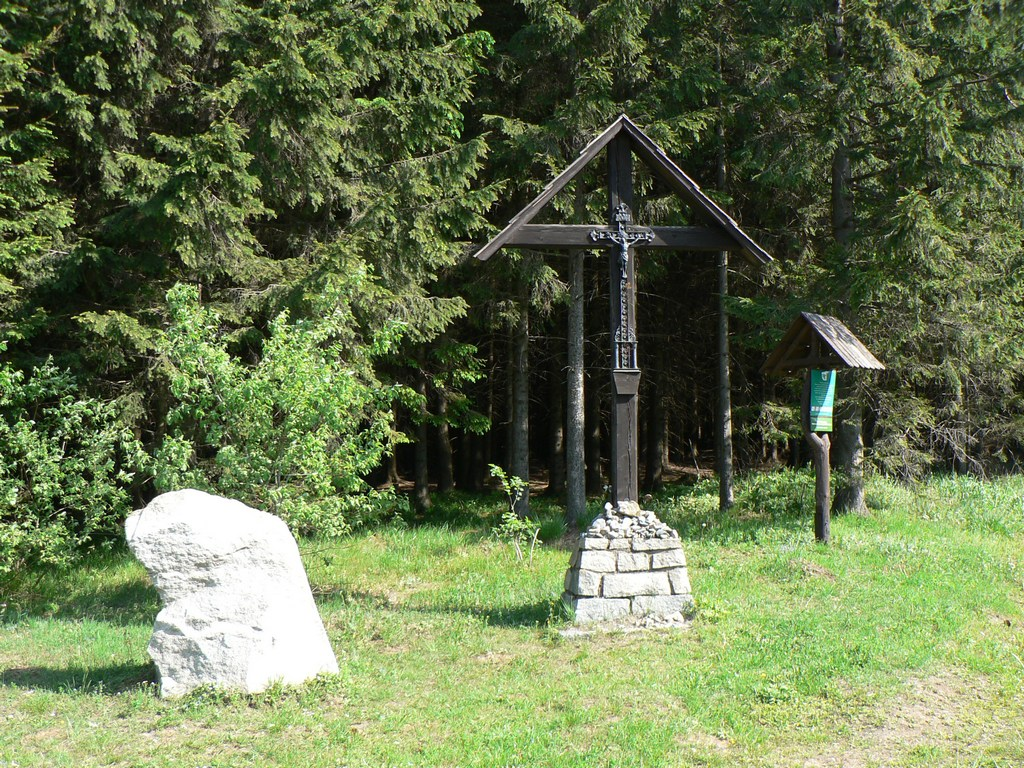
Videlský kříž v sedle Vidly

Videlské sedlo (930 m n. m.) je horské sedlo v hřebeni Hrubého Jeseníku, které odděluje Medvědskou hornatinu od Pradědské hornatiny. Nachází se na území obce Vidly města Vrbno pod Pradědem v okrese Bruntál v Moravskoslezském kraji.

## Geomorfologie
Videlské sedlo odděluje od hlavního hřebene severovýchodně umístěnou Medvědskou hornatinu. Leží mezi Malým Dědem (1369 m) a Javorovým vrchem (1079 m). Na pradědské části hřebene pramení potoky, odvádějící vodu ze sedla - na východ Česnekový potok, na západ Bělá.

## Doprava
Videlským sedlem prochází silnice II/450, důležitá spojnice Jesenicka s Bruntálskem. Z Jeseníku vede tato cesta přes sedlo do Videl, kde odbočuje silnice č. 451 do Vrbna pod Pradědem, samotná silnice č. 450 pokračuje do Karlovy Studánky s možností pokračovat do Olomouce nebo Bruntálu. Videlským sedlem jsou vedeny důležité autobusové spoje. V zimním období může být toto spojení přechodně zablokováno.

## Turistické trasy
Sedlo Videlský kříž je možné využít k nástupu na hřebenové trasy v obou částech hřebene - sedlem prochází žlutá turistická značka. Na jihozápad vede prudkým stoupáním kolem vrcholu Malého Děda (1369 m) na turistickou chatu Švýcárna, odkud lze již pohodlně dojít na Praděd. Na opačnou stranu (severovýchod) prochází trasa hřebenem Medvědské vrchoviny přes sedla pod hlavními vrcholy této části Hrubého Jeseníku - Lysý vrch (1128 m), Jelení loučky (1205 m) a Orlík (1204 m). Dále pokračuje přes skalnatý vrch Kazatelny (926 m) až do sedla Rejvíz.